# Sciophila interrupta
Sciophila interrupta är en tvåvingeart som först beskrevs av Johannes Winnertz 1863.  Sciophila interrupta ingår i släktet Sciophila och familjen svampmyggor. Arten är reproducerande i Sverige. Inga underarter finns listade i Catalogue of Life.